# Festa de Nossa Senhora da Ajuda de Itinga
A Festa de Nossa Senhora da Ajuda de Itinga é uma festa que acontece  no dia 8 de setembro, no bairro de Porto Alegre na cidade de Itinga. É considerada a segunda maior festa religiosa do vale do Jequitinhonha, ficando atrás apenas da Festa de Nossa Senhora da Lapa, em Virgem da Lapa.

## Origem
Presume-se que a imagem de Nossa Senhora da Ajuda tenha sido trazida em Itinga pelo senhor Juscelino Evangelista em uma viagem que ele fez a Bahia, e quando chegou em Itinga, construiu uma capela para que ela seja adorada por todos, não demorou muito e os romeiros começaram a visitá-la, principalmente os que vinham da Bahia. Com o crescimento das peregrinações houve a necessidade de criar uma nova capela, e em 1969 foi erguida  e a Festa de Nossa Senhora da Ajuda cresceu muito com inúmeros romeiros da cidade e de cidades vizinhas, novenas e comércio ambulante.